# 한남금북정맥
한남금북정맥(漢南錦北正脈)은 백두대간의 속리산에서 시작된 정맥으로 안성 칠현산(七賢山)에서 한남정맥과 금북정맥으로 분리되어 끝맺는 정맥으로 한남·금북으로 이어주어 서북쪽으로 김포 문수산(文殊山)과 서남쪽으로 태안반도 안흥까지 이르게 하는 산줄기의 옛 이름이다. 《산경표》에서 규정한 1대간 1정간 13정맥중의 하나로, 해발 400~600 m의 산들로 연결되었으나 때로는 100 m 이하의 낮은 구릉으로 이어지기도 한 이 산줄기는 동쪽으로는 괴산·음성·충주 등 중원의 남한강 지역과 서쪽으로 이어지는 보은·청주·증평·진천 등 금강 북부지역의 생활 문화권을 영유하였다. 삼국시대에는 고구려와 백제의 접경지역이기도 하였지만 현재는 중부지방과 호남지방의 자연스러운 한 경계를 이루고 있다.

## 주요 산
한남금북정맥을 이루는 산세는 속리산 천왕봉에서 서북쪽으로 치다르며 말티재·구치(九峙)·시루산·구봉산(九峰山)·국사봉(國師峰)·선두산(先頭山)·선도산(先到山)·상봉재·상당산성(上黨山城)·좌구산·칠보산(七寶山)·보광산·행태고개·보현산·소속리산·마이산(馬耳山)·차현(車峴)·황색골산·걸미고개·칠현산으로 이어주고 있다.
속리산(1058m) - 갈목재(390m, 지방도 제505호선 통과) - 말티재(구 국도 제37호선 통과) - 새목이재(신 국도 제37호선 통과) - 탁주봉(530m) - 구봉산(506m) - 구룡산(549m, 금적지맥 분기) - 팔봉지맥 분기 - 국사봉(589m) - 선도산(547m) - 산성고개(지방도 제512호선 통과) - 이티재(360m) - 구녀산(493m) - 좌구산(657m) - 칠보산(551m) - 모래재(국도 제34호선 통과) - 보광산(539m) - 행태고개(국도 제36호선 통과) - 보현산(482m, 부용지맥분기) - 소속리산(431m) - 망이산(454m) - 수레티고개(중부고속국도, 지방도 제329호선 통과) - 칠장산(492m) → 한남정맥, 금북정맥 분리

## 비교
『산경표』에 기록되어 있는 산이름은 다음과 같다. 
- 속리산
- 회유치(回踰峙)
- 구치(龜峙)
- 피반령(皮盤嶺)
- 선도산(仙到山)
- 거죽령(巨竹嶺)
- 상령산(上嶺山)
- 상당산(上黨山)
- 분치(粉峙)
- 좌구산(坐龜山)
- 보광산(普光山)
- 봉학산(鳳鶴山)
- 증산(甑山)
- 마곡산(麻谷山)
- 보현산(普賢山)
- 소속리산(小俗離山)
- 망이산(望夷山)
- 주걸산(周傑山)
- 칠현산(七賢山)

## 같이 보기
- 산경표

1. 1 2  《1대간 9정맥 GPS 종주지도집》. 사람과 산. 2009년 11월호 특별부록.